# Renata Lavagnini
Renata Lavagnini née le 14 juin 1942 à Palerme, est une néo-helléniste et byzantiniste italienne et professeure de langue et littérature néo-grecques à l'Université de Palerme.

## Biographie
Elle naît en 1942 à Palerme. Son père est un éminent byzantiniste, Bruno Lavagnini,. Elle a une sœur nommée Maria. Après des études, Lavagnini obtient son diplôme universitaire à l'Université de Palerme en 1965 et commence à enseigner dans cette institution. 
La chercheuse s'intéresse à Constantin Cavafy,,,. Elle parvient à mettre à jour une trentaine de ses poèmes inachevés qui ne sont pas encore édités,. Elle établit l'editio princeps d'un certain nombre de travaux de Cavafy.